# Creation Stories
Creation Stories ist eine britische Filmbiografie aus dem Jahr 2021. Das Drehbuch verfassten Irvine Welsh und Dean Cavanagh, die Regie führte Nick Moran. Die Hauptrollen übernahmen Ewen Bremner und Leo Flanagan. Der Film basiert auf dem Leben von Alan McGee, einem schottischen Musiker, Geschäftsmann und Manager aus der Musikindustrie, der unter anderem die Band Oasis entdeckte.

## Handlung
Alan McGee interessiert sich als Jugendlicher sehr für Punk-Rock, was sein Vater strikt ablehnt, und es kommt zu Streitereien. Gegen dessen Willen gründet McGee mit seinen Freunden eine Punkband und schlägt sich mit Gelegenheitsjobs durch, unter anderem als Kontrolleur bei der Eisenbahngesellschaft British Rail. Im weiteren Verlauf wechselt der Film zwischen Vergangenheit und Gegenwart und zeigt die Höhen und Tiefen des Protagonisten.

## Produktion
Im April 2019 wurde die endgültige Besetzung des Films mit Ewen Bremner, Leo Flanagan und Suki Waterhouse bekannt gegeben. Das Drehbuch schrieben Dean Cavanagh und Irvine Welsh, die Regie übernahm Nick Moran und die Executive-Produktion Danny Boyle.

## Veröffentlichung
Creation Stories hatte seine Weltpremiere im Februar 2021 auf dem Glasgow Film Festival 2021 und läuft seit dem 20. März 2021 in den britischen Kinos.

## Rezeption
Bei Rotten Tomatoes hat der Film eine Zustimmungsrate von  73 Prozent, basierend auf 26 Kritiken.